# Narco Police
Narco Police est un jeu vidéo d'action développé par Iron Byte et édité par Dinamic Software, sorti en 1990 sur Amiga, Amstrad CPC, Atari ST, Commodore 64, DOS, MSX et ZX Spectrum.

## Accueil
- Tilt : 14/20 (version Amiga)[1]